# 大東亜縦貫鉄道
大東亜縦貫鉄道（だいとうあじゅうかんてつどう）は、大日本帝国が日中戦争から太平洋戦争にかかっていた時期に、日本からアジアやヨーロッパへ向かう路線の敷設を目指し、立案された計画の名称である。

## 構想の概要
1937年（昭和12年）7月7日の盧溝橋事件に伴い日中戦争が勃発すると、日本は中国方面への進出を図っていくが、後に近衛文麿が1938年（昭和13年）12月に「（日中戦争の目的は）東亜新秩序の建設」などの声明文を発表するなどして、「日本を中心としたアジアにおける新体制確立」を目標とするようにもなっていた。
1941年（昭和16年）7月に仏印進駐がなされ、同年12月8日の真珠湾攻撃に伴い太平洋戦争（大東亜戦争と当時は呼称）が勃発すると、本格的にアジア方面へ日本が進出していくことになる。そうした中、前述した「新体制確立」に関する運動もさらに盛り上がり、「大東亜共栄圏」構想へと繋がっていくことになった。
鉄道などの交通分野においても、これらの動きに乗ずるようにして1930年代から「新東亜建設」（日本・満洲・中国の経済一体化など）や「東亜交通権の確立」など、アジア方面における研究論文が積極的に発表されるようになった。それと1940年（昭和15年）7月26日に閣議決定された「基本国策要綱」において、「日満支を一環にし、大東亜を包括する皇国による、自給自足経済政策を確立すること」が謳われたこともあり、1941年（昭和16年）5月には大東亜共栄圏における新たな交通について研究する機関の、「東亜交通学会」が設立された。
その頃日本では、輸送力が限界に達しようとしていた東海道本線・山陽本線の増強を目的に、「広軌（標準軌）による別線敷設計画」（俗に「弾丸列車計画」と呼ばれる）が打ち出され、1940年（昭和15年）には用地買収や建設が部分的に開始されていた。
東亜交通学会では、この弾丸列車計画と接続することも考慮し、朝鮮半島の釜山を起点として南満洲鉄道・華北交通・華中鉄道などを包括、さらにアジア全域へ拡大する壮大な鉄道計画を打ち出した。前述した太平洋戦争は、初めのうちは支配区域を東南アジアの各地へ拡大させることに成功していたため、これらの計画も具体性を持って検討がなされたのである。1942年（昭和17年）8月には閣議において、東及び東南アジアの交通政策や縦貫鉄道を建設する計画を検討する「大東亜建設審議会」の設立が決定するなど、その動きは一層活発になっていった。日本本土と朝鮮半島を結ぶ朝鮮海峡トンネルでさえ、実際に開削の検討がなされたほどである。
結局、これらの計画のほとんどは日本の敗戦によって頓挫した。軍用鉄道として突貫で完成した泰緬鉄道のような、その一部が実現した数少ない路線も廃線に追い込まれている。

### 中央アジア横断鉄道
この「大東亜縦貫鉄道」計画に先立つ1938年（昭和13年）2月、鉄道省の湯本昇鉄道監察官が「中央アジア横断鉄道計画」を発表していた。
それは、かつて「シルクロード」と呼ばれた中央アジアの地域に鉄道を敷設し、日本の同盟国であるナチス・ドイツまで結び、シベリア鉄道に次ぐユーラシアの大陸横断鉄道を目指すものであった。
計画の背景には、シベリア鉄道はソビエト連邦（ソ連）のものであったため、アジアからヨーロッパへ行く最速ルートであった（この当時、航空機はまだ普及していなかった）にもかかわらず、輸送が政情等に左右されて不安定になりがちだったことから、独自でそれの代替ルートを実現させたらどうかという発案、それにソ連の軍事・思想的脅威（日本の仮想敵国とされていた）に対する抵抗があった。湯本の提案以前にも、南満洲鉄道総裁の山本条太郎などがこの鉄道の敷設案を出している。
湯本は、かつてイスラム教徒（ムスリム）の活動によって栄えた中央アジアの区域が、欧米列強の進出によって衰退し、現在に至っても新しい文化産業が起こらない根本的な原因は、交通機関の未発達によると述べ、この鉄道の必要性を訴えた。「旅」の1939年（昭和14年）10月号に掲載された湯本の論文によれば、当時東京・パリ間がシベリア鉄道経由で15日かかるところ、この新鉄道では高性能機関車を用いて10日間で走破できると述べ、さらに周辺各国における振興の面からも重要であり、「欧亜連絡最短鉄道」・「世界唯一の平和鉄道」であるとしている。
ルートは、当時中国における鉄道の西端であった包頭・西安を起点とし、甘粛省の甘州、新疆省の哈密にクチャ、カシュガル、そして天山山脈南路のパミール高原を横切ってアフガニスタンに出て、ワハーン、首都カーブルを経由、イランの首都テヘランを経て、イラクの首都バグダードに至り、ここでイスタンブール方面から続いているバグダード鉄道に接続するとしていた。
建設の総距離は7,500キロメートル、予算は12億円で充分とし、さらにパミール高原以外には建設の難所はないとして、「絶対につくらなければならない鉄道」とも断言していた。
しかし、湯本の発案は論文が出された時から荒唐無稽であるとの声が強く、「夢を食っている男」、「『獏』と名前を変えたらどうか」などと冷笑された。その後、1942年（昭和17年）に帝国鉄道協会がこの計画に賛同し、中央亜細亜横断鉄道調査部を協会内に設置しているが、実現に至ることはなかった。
21世紀に入ってからは戦後の中国で成立した中華人民共和国が国策に掲げる一帯一路構想によって西安を起点に新疆（南疆線、北疆線）・中央アジア・トルコのマルマライ経由でドイツなどヨーロッパまで横断する路線は開通し（渝新欧鉄道、義烏・ロンドン路線、義烏・マドリード路線）、中国とアフガニスタンを結ぶ貨物列車も運行するも、直通する旅客列車はなく、この計画で果たされていない区間もある。

### 大東亜縦貫鉄道の検討ルート
1942年（昭和17年）に作成された報告書である「大東亜縦貫鉄道に就て」では、以下のような路線建設を構想として上げていた。
- 第1縦貫鉄道群（東京 - 昭南島間）

1. 東京 - 下関 - 釜山 - 奉天（現：瀋陽） - 天津 - 北京 - 漢口 - 衡州 - 桂林 - 柳州 - 南寧 - 鎮南関 - ソムクック - タケク - クンパワピー - 盤谷 - パダンベーサー - 昭南島（現：シンガポール）
2. 天津から南京を経由する、1の別線
3. 長崎より航路で上海に出て、1に合流するもの

- 第2縦貫鉄道群（1縦貫鉄道の支線）

1. 盤谷 - バンボン - タンビサヤ - ラングーン（現：ヤンゴン） - キャンジン - チッタゴン …・一部は、軍用の泰緬鉄道として完成した
2. 長沙 - 常徳 - 昆明 - ラシオ - マンダレー - チッタゴン

- 第3縦貫鉄道群（日本の同盟国であるドイツとの連絡）

1. 東京 - 下関 - 釜山 - 奉天 - ハルビン - 満洲里 - イルクーツク - モスクワ - ベルリン（シベリア鉄道経由）
2. 東京 - （神戸ないしは門司） - 天津 - 張家口 - 包頭 - 粛州 - 安西 - ハミ - カシュガル - カーブル - バグダード - イスタンブール - ベルリン（前述した、中央アジア横断鉄道計画の具体化）
3. 東京 - （長崎） - 上海 - 昆明 - ラングーン - カルカッタ（現：コルカタ） - ペシャーワル - カーブル - バグダード - イスタンブール - ベルリン